# Mycalesis atropates
Mycalesis atropates är en fjärilsart som beskrevs av Hans Fruhstorfer 1908. Mycalesis atropates ingår i släktet Mycalesis och familjen praktfjärilar. Inga underarter finns listade i Catalogue of Life.